# Abtei Saint-Pierre-le-Vif

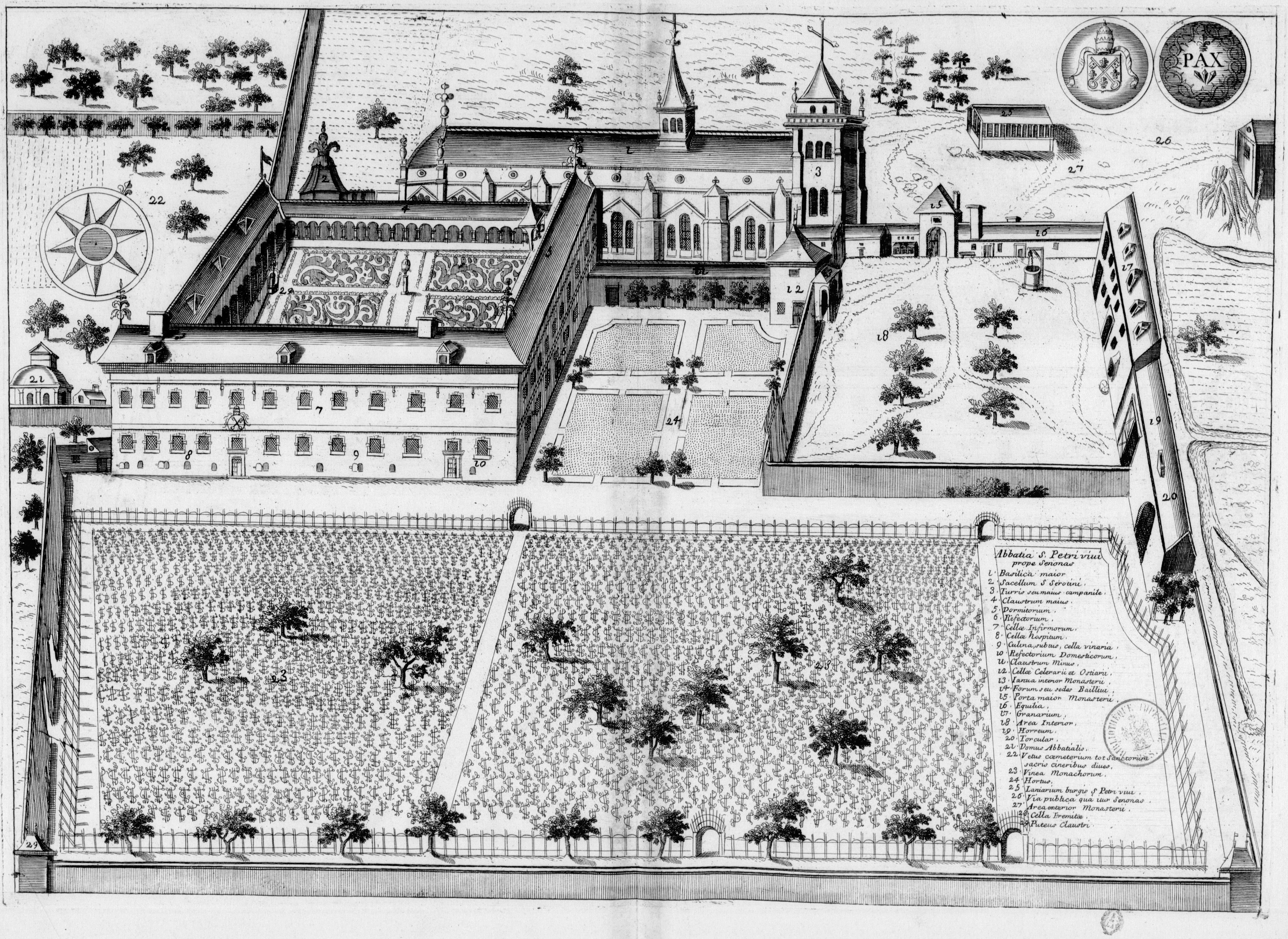
Benediktinerabtei Saint-Pierre-le-Vif (Druck im Monasticon Gallicanum)

Die Abtei Saint-Pierre-le-Vif (lateinisch Abbatia Sancti Petri de Vivo) war ein Benediktinerinnen- bzw. Benediktinerkloster in Sens im Département Yonne.

## Geschichte
Die Kirche Saint-Pierre wurde der Überlieferung nach bereits im 3. Jahrhundert vom heiligen Savinius von Sens gegründet, dem – ebenfalls der Tradition nach – ersten Erzbischof von Sens Gesichert hingegen ist, dass zum Beginn des 6. Jahrhunderts Theudechild, die Tochter des Frankenkönigs Theuderich I., das Frauenkloster Saint-Pierre-le-Vif gründete. Mit ihrem Tod vermachte Theudechild eine große Anzahl von Domänen dem Kloster, so dass es schnell eines der reichsten des Erzbistums Sens wurde.
Seit etwa 564 unterstand die Abtei der Benediktinerregel. Im Jahr 999 wurde Saint-Pierre-le-Vif in ein Männerkloster umgewandelt. Das Kloster stand östlich der mittelalterlichen Stadt, um das sich bald ein Dorf entwickelte, das zur Vorstadt von Sens wurde. In den Jahrhunderten ihrer Existenz wurde die Abtei mindestens zehnmal zerstört, geplündert oder schwer beschädigt, sei es durch Feuer, normannische oder andere „barbarische“ Überfälle, oder durch Calvinisten während der Hugenottenkriege.
Die Bedeutung der Abtei innerhalb des Erzbistums Sens erschließt sich auch daraus, dass der neue Erzbischof vor seiner Amtseinführung einschließlich seines Gefolges in der Abtei wohnte und am Tag der Zeremonie selbst dann abgeholt und zur Kathedrale geführt wurde. Dieser Ablauf wird bereits im 8. Jahrhundert erwähnt und galt auch noch im 17. Jahrhundert.
Ab dem Jahr 1534 wurde die Abtei dann – wie viele andere Klöster auch – nicht mehr durch reguläre Äbte, sondern durch Kommendataräbte geleitet, die die gesamten Einkünfte des Klosters persönlich beanspruchen konnten. 1639 übernahm Saint-Pierre-le-Vif die Reformation der Mauriner. Am 1. November 1713 verlor Saint-Pierre-le-Vif dann durch königlichen Befehl den Rang einer Abtei; die Einkünfte des Klosters kamen nun nicht mehr dem Amtsinhaber zugute, sondern der Mission.
Das Kloster wurde während der Revolution verkauft. Der Käufer trat allerdings im Namen von Louise Anne de Poupardin d’Amaury auf, der Witwe von Paul Charles Marie de Loménie de Brienne. Wenig später befand sich die Abtei dann im Besitz von Étienne Charles de Loménie de Brienne, dem ehemaligen Finanzminister und jetzigen Erzbischof von Sens und Kardinal. Er beabsichtige, im Kloster seine Residenz zu nehmen und ließ im Jahr 1791 in den Gebäuden vom Architekten Pierre-François-Léonard Fontaine eine Wohnung einrichten, konnte allerdings von dem Umbau nicht mehr nennenswert profitieren, da er Ende 1793 verhaftet wurde und Anfang 1794 im Gefängnis starb.
Die Kirche wurde später abgerissen, lediglich die (unterirdische) Krypta aus dem 9. Jahrhundert blieb erhalten. Die Reliquien waren jedoch schon während der Zeit des Terrors von zwei Mönchen in die Kirche Saint-Pierre-le-Rond gebracht und so gerettet worden. Erst 50 Jahre später, 1843, wurden sie in die Kathedrale von Sens überführt.
Das Kloster wurde am 15. Mai 1837 als Filiale von Notre-Dame de la Charité du Bon-Pasteur d’Angers neu eröffnet. Es wurde nun einfach „Couvent du Bon Pasteur“ genannt und befasste sich bis zum 15. Juli 1921 mit jugendlichen Straftätern. Danach wurden die Gebäude von der Stadtverwaltung genutzt.

## Werke aus der Abtei
- Chronique de Saint-Pierre-le-Vif de Sens, dite de Clarius. Chronicon Sancti Petri Vivi Senonensis, hg. von Robert Henri Bautier und Monique Gilles, 1979
- Geoffroy de Courlon, Le livre des reliques de l’abbaye de de Saint-Pierre-le-Vif de Sens, hg. von Gustave Julliot und Maurice Prou, 1887

## Reguläre Äbte
Die Abtsliste von Saint-Pierre-le-Vif folgt der Chronik der Abtei und ist daher insbesondere für die ersten Jahrhunderte aus der Erinnerung heraus erstellt worden und daher unsicher und unvollständig.
- 1 – Anfang 7. Jahrhundert – Amalbert
- 2 – Ende 7. Jahrhundert – 704? – Aigylène
- 3 – 704-709? – Ebbo († um 740/750), Graf von Tonnerre, wohl 709 Erzbischof von Sens als Nachfolger seines Onkels Goéric
- 4 – Anfang 8. Jahrhundert – Crodolin
- 5 – 8. Jahrhundert – Viraibod
- 6 – um 800 – Berthemare
- 7 –?–828 – Frodebert
- 8 – 829–831 – Albert
- 9 – 831–848 – Anastase
- 10 – 848–866 – Didon
- 11 – 866?–871? – Aquila
- 12 – 871?–882? – Francon
- 13 – 882?–920? – Aiglon
- 14 – 920?–940 – Samson
- 15 – um 940 – Eudes, Abt von Cluny († 942)
- 16 – 940?–945 – Arigaud
- 17 – Daghelin
- 18 – Arghengère
- 19 – Otbert
- 20 – 957–974 – Notranne
- 21 – 979–1015 – Rainard, Onkel von Thierry Bischof von Orléans (1016–1021)
- 22 – 1015–1025 – Jugon (Ingon), 1014–1026 Abt von Saint-Germain-des-Prés, Vetter des Königs Robert II.
- 23 – 1025–1046 – Ermenalde
- 24 – 1046–1079 – Gerbert
- 25 – 1079–1085 – Haimon
- 26 – 1085–1096 – Hermuin
- 27 – 1096–1124 – Arnaud, wurde im Jahr 1105 von Pierre Adhémar, Seigneur de Miremont[5] gefangen genommen und auf Burg Ventadour[6] eingesperrt, als dieser zur von Saint-Pierre abhängigen Abtei Saint-Pierre de Mauriac reiste, um einen neuen Abt einzusetzen; Pierre Adhémar de Miremont beabsichtige damit, Rechte über Mauriac durchzusetzen, die ihm nicht zustanden.
- 28 – 1124–1147 – Herbert; eine Beschwerde des Abtes Herbert von Saint-Pierre-le-Vif war der Auslöser, dass König Ludwig VII. 1147 damit begann, die seit 1146 bestehende Kommunalverfassung von Sens zu unterdrücken. Bei einem dagegen gerichteten Aufstand der Bürger wurde Herbert getötet.
- 29 – 1147–1167 – Girard
- 30 – 1167–1180 – Eudes
- 31 – 1182–1202 – Gauthier de Naud
- 32 – 1202–1210 – Hélie
- 33 – 1210–um 1215 – Huldère
- 34 – 1215?–1221 – Hugues l’Éventé
- 35 – 1221–1239 – Robert
- 36 – 1239–1240 – Thomas
- 37 – 1240–1282 – Geoffroy de Montigny-Laucourt (oder de Courlon nach seiner Mutter), der Verfasser des Reliquienbuchs der Abtei (siehe unter Literatur)
- 38 – 1282–1288 – Simon Pierre de Charlieu
- 39 – 1288–1310 – Jacques de Champigny
- 40 – 1310–1324 – Jean de Tricherac
- 41 – 1324–1338 – Jean de Paris
- 42 – 1338–1351 – Félix de Rigny-le-Ferron
- 43 – 1351–1358 – Jean de Joigny
- 44 – 1358–1365 – Louis de Coms
- 45 – 1365–1385 – Jean Séguin
- 46 – 1375–1390 – Eudes de Montaigu
- 47 – 1390–1400 – Robert de Laval
- 48 – 1400–1422 – Pierre d’Angers
- 49 – 1422–1436 – Dreux de Montaudier
- 50 – 1437–1439 – Michel de la Souterraine
- 51 – 1439–1450 – Guillaume Quatrain
- 52 – 1450–1470 – Olivier Chapperon
- 53 – 1470–1490 – Jean le Maître
- 54 – 1491–1511 – Guillaume Chignart
- 55 – 1511–1523 – Jean Bardeau
- 56 – 1523–1534 – Sébastien Tenarre

## Kommendataräbte
- 57 – 1534–1537 – Jean de la Forest, Pronotar und Sekretär des Königs Franz I., 1525–1538 erster Botschafter Frankreichs im Osmanischen Reich
- 58 – 1539–1542 – Jean-François de Valère, in Venedig gehängt
- 59 – 1542–1551 – Jean de Mersancausine, Almosenier des Königs
- 60 – 1551–1552 – Étienne Poncher, Bischof von Bayonne 1532–1551 und Erzbischof von Tours 1551–1552
- 61 – 1552–1564 – Philippe Hurault de Cheverny
- 62 – 1564–1574 – François de Luxembourg, Vicomte de Machaud, Baron de Pougy etc.
- 63 – 1574–1575 – Louis Charles de Bourbon, Kardinal
- 64 – 1575–1579 – Louis de Mainteternes
- 65 – 1579–1583 – René de Birague, Kanzler von Frankreich, Kardinal
- 66 – 1584–1594 – Barthélemy de Crottes
- 67 – 1594–1636 – Charles Prévost
- 68 – 1636–1644 – Jean-François Berruyer
- 69 – 1644–1668 – Jacques Berruyer
- 70 – 1668–1713 – Jérémie Rouget, letzter Kommendatarabt von Saint-Pierre-le-Vif

## Weitere Persönlichkeiten
- Paternus († um 726), Mönch in von Saint-Pierre-le-Vif, Märtyrer und Heiliger
- Léotherie, Schwester Ebbos, Heilige und Nonne in Saint-Pierre-le-Vif
- Archambaud de Troyes († 967), 958 Erzbischof von Sens, bestattet in Saint-Pierre-le-Vif
- Ludwig von Niederlothringen (975/980–um 1023), Sohn von Herzog Karl von Niederlothringen, starb in Saint-Pierre-le-Vif auf dem Rückweg von einer Pilgerreise zum Mont Saint-Michel.[7] Er hinterließ der Abtei seine Villa in Ariscourt[8]
- Odorannus von Sens (um 985–um 1046), Mönch in Saint-Pierre-le-Vif, Chronist und Musikwissenschaftlerer, Steinmetz und Goldschmied
- Dietrich (Thierry), Bischof von Orléans von etwa 1016 bis 1021, wurde in Saint-Pierre-le-Vif erzogen, als sein Onkel Rainard Abt war.